# Die Ehe der Maria Braun
Die Ehe der Maria Braun ist ein Spielfilm von Rainer Werner Fassbinder aus dem Jahr 1979. Hanna Schygulla spielt die Hauptfigur der Maria, deren Ehe mit Hermann durch dessen Kriegsdienst im Zweiten Weltkrieg und anschließende Gefangenschaft unerfüllt bleibt. Maria arrangiert sich mit den Nachkriegsverhältnissen, wird die Geliebte eines Industriellen und erlangt Wohlstand, hält jedoch noch immer an ihrer Liebe zu Hermann fest.
Fassbinder nutzt diese melodramatische Geschichte, um einen distanziert-pessimistischen Blick auf die unmittelbare Nachkriegszeit in Westdeutschland zu werfen. Maria Braun wird dabei vielfach als Verkörperung des Wirtschaftswunders gesehen, das Wohlstand nur um den Preis des Verdrängens von Gefühlen brachte. Der Film war eines der international erfolgreichsten Werke Fassbinders und prägte das Bild des Neuen Deutschen Films im Ausland mit; gleichzeitig festigte er Schygullas Ruf als ideale Fassbinder-Schauspielerin. Die Ehe der Maria Braun bildet den Auftakt zu Fassbinders sogenannter BRD-Trilogie, die ihre Fortsetzung in den Filmen Lola (1981) und Die Sehnsucht der Veronika Voss (1982) fand, ebenfalls Bestandsaufnahmen der Nachkriegszeit in Deutschland aus spezifisch weiblicher Sicht.

## Handlung
1943: Während eines Luftangriffs heiratet Maria den Soldaten Hermann Braun. Das Standesamt wird durch die Explosion einer Fliegerbombe zerstört. Hermann muss sofort wieder an die Front, Maria ist danach auf sich allein gestellt. Nach Kriegsende nimmt sie ihr Schicksal in die eigene Hand. Die Nachricht, Hermann sei gefallen, veranlasst die mit ihrer Mutter und ihrem Großvater lebende Maria, als Bardame für den Lebensunterhalt der Familie zu sorgen. Sie beginnt eine Beziehung mit Bill, einem afroamerikanischen GI, der sich um sie kümmert und sie mit begehrten Gütern wie Nylonstrümpfen und Zigaretten versorgt.
Marias Mann ist jedoch noch am Leben und kehrt überraschend aus der Kriegsgefangenschaft zurück. Als er Maria und Bill in flagranti antrifft und es zu einem Handgemenge zwischen ihm und dem Amerikaner kommt, erschlägt Maria im Affekt Bill mit einer Flasche. Hermann nimmt die Schuld an der Tat auf sich und geht dafür ins Gefängnis. Maria, die ihren Mann regelmäßig in der Haft besucht, nimmt die Chance wahr, im Büro des Industriellen Karl Oswald zu arbeiten. Der todkranke Oswald findet Gefallen an der geschäftstüchtigen jungen Frau und bietet ihr eine Stelle als seine Assistentin an. Maria willigt ein, jedoch nicht ohne ihren Mann davon zu informieren, dass Oswald mehr von ihr als eine Arbeit für ihn erwartet. Die junge Frau erarbeitet sich wirtschaftliches Wohlergehen, doch hält sie stets an der Liebe zu ihrem Mann fest. Als Hermann aus dem Gefängnis entlassen wird, kehrt er nicht zu seiner Frau zurück, sondern setzt sich unter einem Vorwand nach Kanada ab.
Als Oswald gestorben ist, kehrt Hermann nach Deutschland zurück. Er ist in Übersee offensichtlich zu Wohlstand gekommen und besucht Maria, die nun allein in einem eigenen Haus lebt. Oswalds Testament wird eröffnet. Dabei erfährt Maria, dass der Industrielle und Hermann noch zu Zeiten von Hermanns Gefängnisaufenthalt heimlich einen Handel abgeschlossen hatten: Hermann sollte zu Lebzeiten Oswalds nicht zu seiner Frau zurückkehren, um die Beziehung zwischen Oswald und Maria zu beenden. Als Belohnung wurden Hermann und Maria als Oswalds Alleinerben eingesetzt. Maria, die, wissentlich oder aus Versehen, die Gaszufuhr des Küchenherds nicht abgestellt hatte, zündet sich eine Zigarette an. Dadurch verursacht sie eine Explosion, die das Haus völlig zerstört. Maria und Hermann sterben, während im Radio das Endspiel der Fußballweltmeisterschaft 1954 übertragen wird.

## Entstehungs- und Veröffentlichungsgeschichte

### Drehbuch und Vorproduktion
Die Idee zu Die Ehe der Maria Braun stammt aus dem Umkreis des von Fassbinder gemeinsam mit Alexander Kluge konzipierten Fernsehprojekts Die Ehen unserer Eltern. Fassbinder stellte ein erstes Exposé, an dem auch Klaus-Dieter Lang und Kurt Raab mitgearbeitet hatten, im Frühsommer 1977 seinem langjährigen Weggefährten Peter Märthesheimer vor, der zu dieser Zeit bei der Bavaria als Dramaturg arbeitete. Märthesheimer erhielt im August 1977 den Auftrag, zusammen mit seiner Freundin Pea Fröhlich, einer Professorin für Psychologie und Pädagogik, daraus ein Drehbuch zu erarbeiten. Obwohl es Märthesheimers und Fröhlichs erste Drehbucharbeit war, befähigte sie ihre Erfahrung mit Fassbinders Schaffen, das Buch seinem Sprachduktus und seinen Filmstrukturen anzupassen. Fassbinders Änderungen am Drehbuch beschränkten sich auf einige Dialoge und das Ende, die und das er umschrieb: Den von Märthesheimer und Fröhlich beschriebenen Suizid Marias durch einen willentlichen Autounfall gestaltete Fassbinder zu einer Gasexplosion, einem ambivalenteren, weniger eindeutigen Ende, um. Produzent des Films war Fassbinders langjähriger Weggenosse Michael Fengler mit seiner Produktionsfirma Albatros Film.
Fengler plante die Produktion von Die Ehe der Maria Braun für das erste Halbjahr 1978, da die Dreharbeiten für Fassbinders Großprojekt Berlin Alexanderplatz erst im Juni 1978 beginnen sollten. Fassbinder hatte jedoch den Kopf für den Film offenbar nicht frei. In der Bundesrepublik war die Debatte um sein kontroverses Stück Der Müll, die Stadt und der Tod in vollem Gange und Fassbinder hatte sich nach Paris zurückgezogen, um am umfangreichen Drehbuch für Berlin Alexanderplatz zu arbeiten. Auf Fenglers Drängen hin suchten die beiden Romy Schneider auf, um ihr die Hauptrolle anzutragen. Die Schauspielerin, die sich in einer schweren Lebenskrise befand, stellte jedoch überzogene Gagenforderungen und verhielt sich wankelmütig. Yves Montand zeigte Interesse am Film, wollte jedoch Marias Ehemann Hermann und nicht, wie von Fassbinder und Fengler vorgeschlagen, die Rolle des Industriellen Oswald spielen. Diese Rolle war bereits Klaus Löwitsch zugesagt worden, so dass sich Fenglers Traum von einem internationalen Star-Ensemble zerschlug. Hanna Schygulla erhielt die Rolle der Maria und arbeitete erstmals seit vier Jahren wieder mit Fassbinder zusammen.

### Produktion

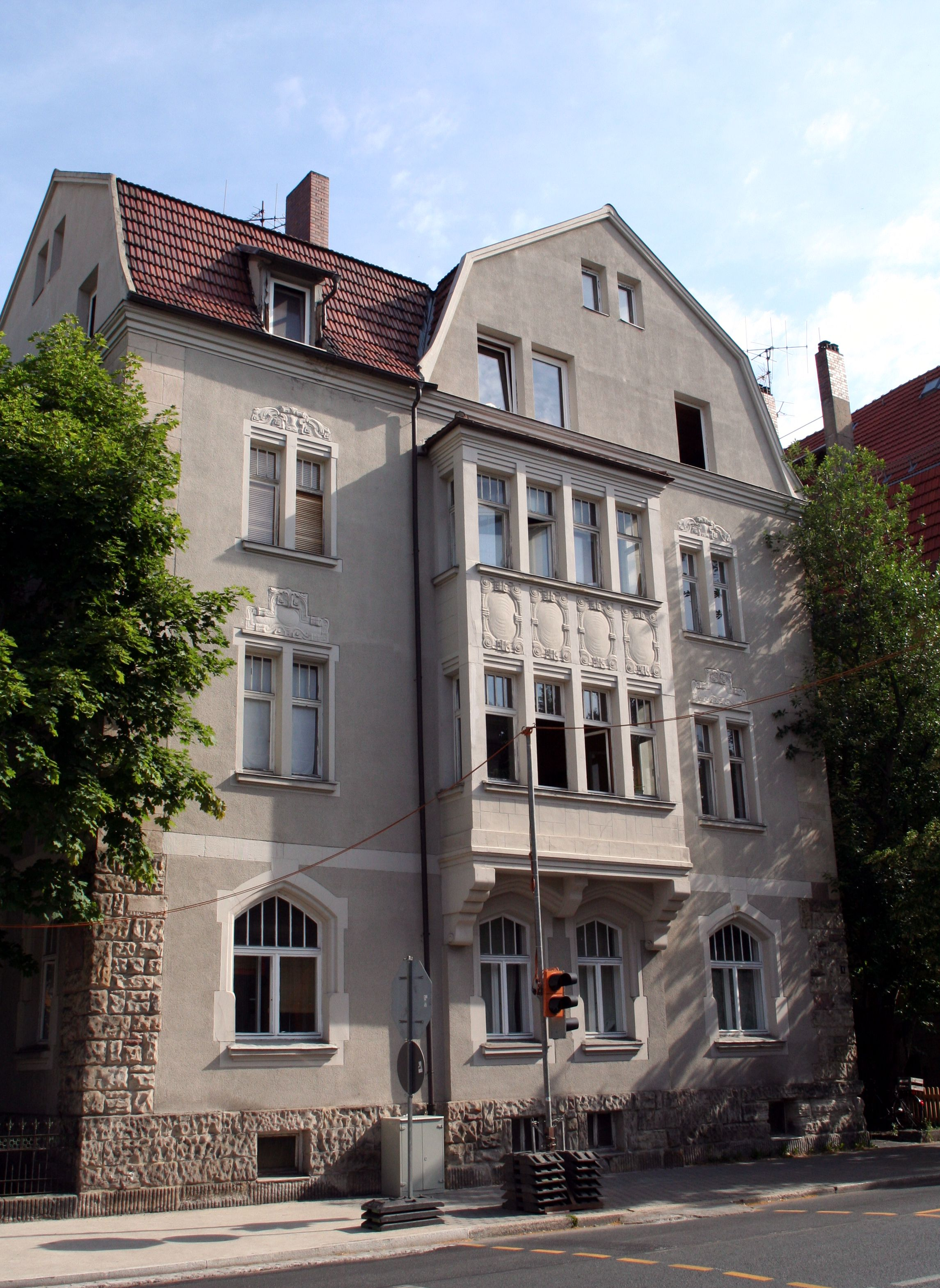
In diesem Gebäude in der Coburger Mohrenstraße fanden Teile der Dreharbeiten zu Die Ehe der Maria Braun statt.

Die Ehe der Maria Braun war ein unterfinanzierter Film. Die Albatros steuerte nur 42.500 DM bei, der WDR war mit 566.000 DM beteiligt, 400.000 DM kamen von der Filmförderungsanstalt, und der Verleih gab eine Garantie von 150.000 DM. Fengler war gezwungen, einen weiteren Partner mit ins Boot zu holen. Ohne Wissen Fassbinders, dem Fengler einen Gewinnanteil am Film in Höhe von 50 % versprochen hatte, beteiligte der Produzent bereits im Dezember 1977 Hanns Eckelkamps Trio Film an Die Ehe der Maria Braun und musste Eckelkamp für dessen finanziellen Beitrag 85 % an den Filmrechten einräumen.
Die Dreharbeiten begannen im Januar 1978 in Coburg. Schlecht gelaunt und streitsüchtig nahm Fassbinder die Filmarbeit in Angriff, drehte tagsüber und schrieb nachts am Alexanderplatz-Drehbuch. Um diesen Arbeitsrhythmus durchzuhalten, konsumierte Fassbinder Kokain und forderte tägliche Bargeldauszahlungen.
Im Februar 1978 hatte das Budget bereits eine Höhe von 1,7 Millionen DM erreicht, ohne dass die beiden teuersten Szenen, die Explosionen am Anfang und am Ende des Films, abgedreht waren. Fassbinder erfuhr von Fenglers Deal mit Eckelkamp, fühlte sich getäuscht und betrogen und brach mit dem langjährigen Weggefährten. Vehement forderte Fassbinder für sich den Status eines Koproduzenten ein, um am Film finanziell partizipieren zu können. Schließlich erwirkte er eine einstweilige Verfügung gegen Fengler und Eckelkamp. Der Regisseur entließ einen großen Teil des Stabes, brach Ende Februar die Dreharbeiten in Coburg ab und zog zur Vollendung des Films nach Berlin um, wo im März 1978 die letzten Szenen gedreht wurden. Insgesamt beurteilt der Biograph Thomas Elsaesser die Dreharbeiten als „eine von Fassbinders unglücklichsten Erfahrungen“. Zugleich war Die Ehe der Maria Braun auch die letzte Zusammenarbeit Fassbinders mit dem Kameramann Michael Ballhaus, der sich enttäuscht anderen Projekten zuwandte.

### Veröffentlichung
Eilig arbeitete Fassbinder mit Juliane Lorenz parallel zu den Vorbereitungen zu Berlin Alexanderplatz am Schnitt von Die Ehe der Maria Braun und an der weiteren Nachproduktion. Als im Mai 1978 Fassbinders Despair – Eine Reise ins Licht bei den Filmfestspielen von Cannes antrat und nicht erfolgreich war, ließ der Regisseur über Nacht eine Nullkopie von Die Ehe der Maria Braun ziehen und präsentierte den Film am 22. Mai 1978 in einer internen Voraufführung führenden deutschen Filmproduzenten. In Anwesenheit unter anderen von Horst Wendlandt, Sam Waynberg, Karl Spiehs, Günter Rohrbach und dem führenden Anteilseigner des Filmverlags der Autoren, Rudolf Augstein, wurde diese Aufführung ein großer Erfolg. Eckelkamp investierte sofort weitere 473.000 DM, um die Produktionsschulden zu tilgen, seine Trio Film wurde damit alleiniger Rechteinhaber am Film. Mit allen Befugnissen ausgestattet, handelte Eckelkamp mit der United Artists einen Vertriebsvertrag für den Film aus und bootete damit den Filmverlag der Autoren aus.
Als sich abzeichnete, dass Die Ehe der Maria Braun chancenreich an der Berlinale 1979 würde teilnehmen können, wurde ein Verleihstart im März 1979 festgelegt. Eckelkamp startete eine Marketingkampagne für den Film. Gerhard Zwerenz schrieb auf Eckelkamps Auftrag eine Romanadaption von Die Ehe der Maria Braun, die der Stern ab März 1979 für drei Monate als Fortsetzungsgeschichte abdruckte und den Film stark in das Interesse der Öffentlichkeit rückte. Die offizielle Premiere von Die Ehe der Maria Braun fand am 20. Februar 1979 anlässlich der Berlinale statt, der Kinostart erfolgte am 23. März 1979. Ausgezeichnet wurde der Film in Berlin mit dem Silbernen Bären für Hanna Schygulla als bester Darstellerin sowie mit dem Leserpreis der Berliner Morgenpost, was Fassbinder nicht befriedigte, denn er hatte sich den Goldenen Bären für den Film erwartet. Fernsehzuschauer konnten den Film erstmals am 10. August 1984 im Fernsehen der DDR sehen, die westdeutsche Erstausstrahlung war am 13. Januar 1985 um 21 Uhr in der ARD.

### Zeitgenössische Kritik
Die deutschsprachige Filmkritik reagierte sehr positiv auf Die Ehe der Maria Braun und rühmte seinen künstlerischen Ausdruck und seine Publikumstauglichkeit. Hans C. Blumenberg urteilte in der Zeit, man habe es mit „dem zugänglichsten (und damit auch kommerziellsten) und reifsten Werk“ Fassbinders zu tun. Karena Niehoff schrieb in der Süddeutschen Zeitung, Die Ehe der Maria Braun sei „ein richtig charmanter und sogar witziger Kinofilm und zugleich ungemein kunstvoll, künstlich und mit Falltüren noch und noch.“
Besonders Hanna Schygulla wurde für ihre Leistung sehr gelobt. Gottfried Knapp bescheinigte in der Süddeutschen Zeitung vom 23. März 1979, Fassbinder gebe ihr „prächtige Spielgelegenheiten“, die Figur habe mit ihren idealen Gefühlen, ihrem Charme und ihrer Energie eine „enorme Wirkung“. Auch in der ausländischen Presse wurde Schygulla begeistert rezipiert. Sie sei „eine fast unmögliche Kreuzung aus Dietrich und Harlow“, wie ihr David Denby im New York Magazine bestätigte.
François Truffaut schrieb 1980 in den Cahiers du cinéma, Fassbinder sei mit diesem Film „aus dem Elfenbeinturm der Cinephilen ausgebrochen“. Die Ehe der Maria Braun sei „ein originales Werk von episch-poetischer Qualität“, zeige Einflüsse von Godards Die Verachtung über Brecht und Wedekind bis hin zu Douglas Sirk. Besonders berührend sei seine Menschensicht, die Männer und Frauen in gleicher Weise liebevoll betrachte. Jean de Baroncelli stellte am 19. Januar 1980 in Le Monde auf die allegorischen Qualitäten des Films ab. Der Film präsentiere Maria Braun mit einer „leuchtenden Einfachheit“ als Allegorie für Deutschland, sie sei wie das Land „ein Wesen, das mit auffälligen teuren Kleidern angetan ist, das aber seine Seele verloren hat“.

### Erfolg und Nachgeschichte
Die Ehe der Maria Braun wurde ein großer Erfolg an den Kinokassen. In der Bundesrepublik sahen bis Oktober 1979 400.000 Kinobesucher den Film, der teilweise bis zu 20 Wochen im Programm blieb. Allein auf dem heimischen Markt spielte der Film mehr als vier Millionen DM ein. Noch 1979 wurden für 25 Länder Verleihverträge für Die Ehe der Maria Braun abgeschlossen. Im August 1981 startete der Film als bisher einziges Werk Fassbinders in den DDR-Kinos. In den Vereinigten Staaten spielte er in den ersten sechs Wochen nach Verleihstart bereits 1,8 Millionen US-Dollar ein.
Für die Oscarverleihung 1979 wurde Die Ehe der Maria Braun nicht nominiert. Stattdessen wurde Hans W. Geißendörfers Die gläserne Zelle ins Rennen um den besten fremdsprachigen Film geschickt. Die Ehe der Maria Braun war jedoch ein knappes Jahr später für die Verleihung der Golden Globe Awards 1980 nominiert, stand aber in diesem Jahr im Schatten von Volker Schlöndorffs Oscarerfolg Die Blechtrommel. Fassbinder hatte für seine Folgeprojekte durch den kommerziellen Erfolg von Die Ehe der Maria Braun eine gute Verhandlungsposition, erhielt die Finanzierungszusage für sein Projekt der Verfilmung von Pitigrillis Roman Kokain. Auch für Berlin Alexanderplatz konnte er ein höheres Budget erzielen. Die großen Filmproduzenten der Bundesrepublik im Bereich der Unterhaltung suchten erstmals die Zusammenarbeit mit Fassbinder. Luggi Waldleitner produzierte im Jahr 1980 Lili Marleen, nachdem Hanna Schygulla auf Fassbinder als Regisseur für ein gemeinsames Filmprojekt bestanden hatte. Horst Wendlandt realisierte zusammen mit Fassbinder Lola und Die Sehnsucht der Veronika Voss.
Offen blieb die Frage, inwieweit Fassbinder am Erfolg des Films finanziell zu beteiligen war. Eckelkamp sah sich als alleinigen Rechteinhaber, schickte jedoch im Jahr 1982 einen Scheck in Höhe von 70.000 DM an Fassbinder, um seine Beteiligungsforderungen zu befriedigen. Als nach Fassbinders Tod seine Mutter und Erbin Liselotte Eder die Ansprüche an den Produzenten Eckelkamp erneuerte, wies er diese zurück. Im Zuge einer gerichtlichen Auseinandersetzung wurde im Jahr 1986 Eckelkamp dazu verpflichtet, der neugegründeten Rainer Werner Fassbinder Foundation über die Einkünfte aus dem Film Rechnung zu legen. Eckelkamp wies Budgetkosten in Höhe von 2 Millionen DM und Marketingkosten in Höhe von einer Million DM aus, womit der Film einen Überschuss von einer Million DM erwirtschaftet habe. Als Eckelkamps Trio-Film dazu verurteilt wurde, an Fassbinders Erbengemeinschaft 290.000 DM zu zahlen, weigerte sich der Produzent. Seine Trio-Film ging 1988 auf Antrag der Foundation in Konkurs. Im weiteren Verlauf der Auseinandersetzung bescheinigte das Oberlandesgericht Düsseldorf im Jahr 1990, Fassbinder sei nicht Koproduzent des Films gewesen. Das später vom Bundesgerichtshof bestätigte Urteil stellte gleichwohl fest, dass die Ansprüche der Erben Fassbinders berechtigt waren. Die Filmrechte liegen inzwischen komplett in der Hand der Foundation.

## Inszenierung

### Dramaturgie
Thomas Elsaesser stellt fest, Die Ehe der Maria Braun sei von allen Fassbinderfilmen „der am klassischsten konstruierte“. Wilhelm Roth konstatiert, das Werk sei „zielstrebiger, schnörkelloser erzählt als alle Filme seit Martha“. Ein linearer, klar die Chronologie zwischen 1943 und Juli 1954 erkennbar werden lassender Aufbau diene der Entwicklung der Geschichte einer Heldin, die im Zentrum des Dramas stehe und eine klassische Erzählung von Aufstieg und Fall durchlebe. Der Film sei „linear, transparent und realistisch“ und habe damit „die einfache Kraft einer Moritat“, so Elsaesser. Maria werde darin eine Identifikationsfigur für den Zuschauer, den Fassbinder jedoch erst am Schluss endgültig aufkläre, dass ihr Leben und ihre Liebe nur auf einer Illusion beruhen.
Für Fassbinder typisch sei, bei aller beabsichtigten Identifikation mit der Hauptfigur, eine ironische Distanz in der Inszenierung angelegt, die brechtsche Idee des Verfremdungseffekts aufnehmend. So destruiere der Regisseur den melodramatischen Kern der Erzählung etwa „durch irritierende Kamerabewegungen, die Erwartungen aufbauen und dann enttäuschen“, so Fassbinders Biograph Michael Töteberg. Die Charaktere blieben Kunstfiguren, auch in diesem Film gekennzeichnet durch, wie Guntram Vogt anmerkt, „die Sprachmelodie mit ihrer unkonventionellen Betonung zum Ausdruck widerspruchsvoller Gefühlslagen“. Somit zeige sich „ein Agieren gegen den Strich der Erwartungen“.
Innerhalb der Linearität des Films arbeitet Fassbinder mit Wiederholungen und Symmetrien, sichtbar etwa an den Explosionen zu Beginn und am Ende des Films, oder an seiner Umrahmung durch Politikerporträts: Einem Hitlerbild, das während des den Film eröffnenden Bombenangriffs von der Wand fällt, folgen am Ende des Films die Negativaufnahmen der Bundeskanzler Adenauer, Erhard, Kiesinger und Schmidt, dessen Bild sich schließlich in ein Positiv verwandelt. Leitmotivisch funktioniert im Film das sich wiederholende Motiv der Zigarette. Zigaretten dienen, so Sang-Joon Bae, „als Symbol der (Sehn-)Sucht in der ‚schlechten Zeit für Gefühle‘“, seien Sinnbild für Marias Festhalten am Emotionalen und spielten auch bei der abschließenden Katastrophe eine Rolle.

### Visueller Stil
Durch eine, so Herbert Spaich, „unauffällig[e] und wohlorganisiert[e]“ Bildgestaltung vermeidet Fassbinder einerseits eine starke visuelle Stilisierung, andererseits aber auch eine überscharfe Realitätstreue. Es herrschen Innenaufnahmen vor, deren eingeschränkter, oft durch Objekte versperrter Handlungsraum maximal in der Halbtotalen gezeigt wird. Dunkle und im Halbschatten liegende Bildbereiche sorgen für eine Atmosphäre der Beengung: „Halbdunkle Räume schließen die Menschen […] ein“, merkt Vogt an. Es gibt keine deutliche visuelle Unterscheidung der Handlungsorte: „Die atmosphärische Trennlinie zwischen Gefängnis und Stadtwohnungen ist […] unscharf, fast nicht erkennbar“, überall herrsche „der gleiche kalt-blaue Schimmer“.
Ein durchgehendes visuelles Motiv ist die Gittersymbolik, deren vereinzelnde, trennende Wirkung „die Kluft zwischen den privaten Gefühlen und dem öffentlichen Zeitgeist […] illustriert“, wie Sang-Joon Bae anmerkt. Auch in weiteren szenischen Gestaltungen finden Stilisierungen dieser Art statt, werden jedoch nur sparsam eingesetzt. So sieht man zum Beispiel Maria gegen Ende des Films rauchend zwischen einem weißen Telefon und dem Rosenstrauß ihres Mannes. Sie stehe, so Sang-Joon Bae, „zwischen Karrierebewusstsein und dem Liebessymbol, wobei sie […] eine Zigarette, das Sehn-Sucht-Symbol, in der Hand hält“.

### Ton und Musik
Ein Großteil seiner distanzierenden, ironisch brechenden Wirkung erzielt der Film durch den Einsatz des Tons. Zum Teil kontrapunktisch wird die Spielhandlung ergänzt durch Radioreportagen, Schlager der Zeit und Hintergrundgeräusche, am Anfang Bombenexplosionen und Maschinengewehrfeuer, am Schluss die Presslufthämmer des Wiederaufbaus. Bis zu vier Tonebenen (nicht-diegetische Musik, Dialog, Geräusche und der Radioton) liegen übereinander, so dass es manchmal schwierig wird, den Gesprächen zu folgen.
Ebenfalls weniger zur Zeitverankerung dienend als vielmehr mit einer Kommentarfunktion versehen, ist auch Peer Rabens Filmmusik, die gerade in emotionalen Szenen der Distanzierung und der Objektivierung dient. Raben schaffe es, „Musikpassagen so anzulegen, dass eine subjektive emotionale Perspektive mit einem objektiven musikalischen Kommentar kontrastiert wird“, merkt Elsaesser an. So erklingt etwa in einer Szene, in der Maria sehnsüchtig an ihren Mann zurückdenkt, die Melodie des an Marschmusik gemahnenden Westerwaldlieds, gespielt auf einem Xylophon.
Ähnlich wie die Filmmusik werden auch Schlager wie Caterina Valentes Ganz Paris träumt von der Liebe und Rudi Schurickes Capri-Fischer eingesetzt, nicht als emotionalisierendes, nostalgisches Zeitprodukt, sondern aus der ironischen Distanz der 1970er Jahre heraus und mit der Erkenntnis, dass die in den Schlagern transportierten Heile-Welt-Träume gescheitert sind. Dieser den Realismusgrad des Films schwächende Einsatz von Ton und Musik, die gemäß Sang-Joon Bae „tonale Stilisierung der Historiographie“, dient der Synchronisierung privater und öffentlicher Geschichte und der kritischen Distanzierung vom Zeitgeschehen.

## Themen und Motive

### Intertextualität
Fassbinder bestätigte, dass er in Die Ehe der Maria Braun neben der einfachen Liebesgeschichte auch weitere Bedeutungsebenen angelegt habe: „Bei Maria Braun hat das Publikum die Möglichkeit, bei einer recht simplen Geschichte einzusteigen, wobei ich aber gleichzeitig auch komplexere Dinge einfließen lasse.“ So kann der Film als klassisches Melodram, als desillusioniert-pessimistische Rückschau auf die Nachkriegszeit oder die Figur der Maria gar als Allegorie der jungen Bundesrepublik gelesen werden.
Fassbinder erreicht für den Film diese Vieldeutigkeit, indem er an die verschiedensten Rezeptionsgewohnheiten des Publikums anknüpft und sich dessen Bildergedächtnis und seine Erfahrungen mit Stil- und Genrekonventionen zunutze macht. Elsaesser zählt als in Die Ehe der Maria Braun visuell oder motivisch zitierte Texte auf: Werke des Film noir wie Solange ein Herz schlägt (Mildred Pierce, Michael Curtiz, 1945) und Im Netz der Leidenschaften (The Postman Always Rings Twice, Tay Garnett, 1946), Detlef Siercks Zarah-Leander-Filme, die Schnulzen und Heimatfilme der Nachkriegszeit, Trümmerfilme wie Zwischen gestern und morgen (Harald Braun, 1947), die Skandalfilme der Adenauer-Ära wie Das Mädchen Rosemarie (Rolf Thiele, 1958), aber auch Kriegsheimkehrer-Dramen wie Borcherts Draußen vor der Tür, Ernst Tollers Hinkemann und dokumentarisches Material wie Wochenschauen.
An all diese Seherlebnisse der Zuschauer knüpft Fassbinder an und verwebt die teils widersprüchlichen Subtexte des Ausgangsmaterials, wobei er durch Distanzierung und Ironie die Vorbildtexte variiert: „Fassbinder übernimmt alle Klischees, aber verfremdet sie durch Häufung, Übertreibung und Akzentuierung“, kommentiert Anton Kaes. Elsaesser sieht daher in Die Ehe der Maria Braun „einen ausgesprochen intertextuellen Film“, gar einen „postmodernen Film“.

### Melodramatik
Vordergründig ist Die Ehe der Maria Braun ein Melodram in der Tradition von Douglas Sirks amerikanischen Filmdramen wie etwa Zeit zu leben und Zeit zu sterben (A Time to Love and a Time to Die, 1958), eine in der Anlage tragische Geschichte einer Frau, die zwischen zwei Männern steht und deren wahre Liebe letztendlich durch schicksalhafte Umstände unerfüllt bleibt: Anton Kaes merkt an, der Film handle wie so oft bei Fassbinder „von den unerfüllten und unerfüllbaren Sehnsüchten privater Individuen, von der Ausbeutung und Ausbeutbarkeit ihrer Gefühle und ihrem Scheitern an sich selbst und an der Gesellschaft“.
Kennzeichnend ist Marias Ausspruch im Film „Es ist eine schlechte Zeit für Gefühle“; der praktische Erfolg ihres Alltagslebens zwingt sie, ihre Emotionen ständig aufzuschieben. Elsaesser sieht darin „die Selbstdisziplin einer erbarmungslosen Doppelexistenz von Leib und Seele“. Maria geht für ihre Liebe fremd, tötet gar für ihre Liebe und wird letztendlich bitter enttäuscht, als sie erkennt, dass sie nur das Objekt eines Handels war, ein Opfer auch der Zeitumstände: „Verrat […] ist die Basis des Geschäftsbetriebs Wirtschaftswunder. Gefühle haben ihren ökonomischen Stellenwert“, so Wolfgang Limmer. Maria ist ihren Gefühlen treu geblieben, hat jedoch ihre Kraft damit vergeudet. Ihre Tüchtigkeit führt sie zwar zu wirtschaftlichem Erfolg, aber auch zur persönlichen Niederlage. Als sie dies erkennt, führt sie willentlich ein Ende herbei, zumindest in der Drehbuchversion in eindeutiger Weise. Peter Märthesheimer notierte im Presseheft zum Film: „Sie verweigert es, leicht zu leben.“

### Historizität
Fassbinder bezieht sich am Beispiel der unmittelbaren Nachkriegsgeschichte der Bundesrepublik auf die gesamte geschichtliche Entwicklung des Landes im 20. Jahrhundert, die trotz aller Brüche und Umschwünge eine Vielzahl von Kontinuitäten aufweist: die Mentalität der Kleinbürger, die Obrigkeitshörigkeit und das Spießertum. Diese „Dialektik von Kontinuität und Bruch“ spiegle der Film, merkt Elsaesser an.
Die Zeitbeurteilung als verpasste Chance der Geschichte auf einen echten Neuanfang nimmt Fassbinder deutlich aus der Sicht der 1970er Jahre vor, gibt somit auch einen Kommentar zur Entstehungszeit des Films ab. Es gehe ihm, so Kaes, „um die Konstellation von Vergangenheit und Gegenwart, um den Moment der Erkenntnis, in dem sich Vergangenes und Gegenwärtiges gegenseitig blitzartig erhellen“. Fassbinder will aufzeigen, dass die Verdrängungsmechanismen der 1950er zur gesellschaftlichen Explosion in den 1960er Jahren führten, die wiederum zur Entstehungszeit des Films einer resignierten Ernüchterung gewichen war. Kaes zieht eine Parallele zwischen dem Ende von Die Ehe der Maria Braun und dem von Antonionis Zabriskie Point, wo ebenfalls ein Haus explodiert. Dieses Motiv zeige die Enttäuschung der beiden Regisseure über das Scheitern der Gesellschaftsutopien, ihre „hilflose Aggressivität gegenüber dem ‚System‘ als ganzem“.
Diese Rückbetrachtung, das Scheitern von Marias privater Utopie, einhergehend mit dem Scheitern der gesellschaftlichen Utopien der 1960er Jahre, gestaltet Fassbinder „offen als Konstrukt einer späteren Epoche“, wie Kaes kommentiert. So dient der Ton im Film nicht zur Zeitverankerung, sondern als Kontrapunkt, die Radiotonausschnitte etwa als kommentierender Chor, die Hintergrundgeräusche als Zeichen einer ununterbrochenen Kontinuitätskette zwischen Krieg und Wiederaufbau. Es „setzen sich die Kriegsgeräusche des Dritten Reiches im Wiederaufbau der Bundesrepublik fort“, so Sabine Pott. So wirkt die Geschichtssicht stilisiert, weniger auf eine realistische Darstellung ausgelegt als auf das Setzen von Kommentaren anhand von prominent dargestellten ikonographischen Bildmotiven wie der US-Flagge, Hershey-Schokolade oder Camel-Zigaretten. Eine Großaufnahme einer Camel-Zigarettenschachtel zeigt etwa deutlich die (anachronistische) Herkunftsbezeichnung Bundesrepublik Deutschland, ein offensichtlicher Bruch Fassbinders mit der Geschichtsfiktion.

### Allegorik
„Fassbinders Geschichtsschreibung ist eine private“, urteilt Sabine Pott. Indem er Geschichte am persönlichen Schicksal einer Frau festmacht, synchronisiert er deren Schicksal mit dem ihrer Umwelt. Figuren wie Maria werden in Fassbinders Werk somit zu „Inkarnationen ihrer Epoche, parabolisch spiegeln sie in ihrem politisch unbewussten Privatleben die kollektive Mentalität der Zeit“. Maria Braun kann mit ihrem erstaunlichen wirtschaftlichen Aufstieg, der jedoch nur um den Preis des Verlustes von emotionalen Bedürfnissen geschieht, als Allegorie des jungen Westdeutschlands mit seinem Wirtschaftswunder gesehen werden. Anton Kaes deutet, Deutschland sei durch Adenauers Strategie der kühlen Vertragspolitik und der Wiederbewaffnung genau so verraten worden wie Maria von ihrem Mann und ihrem Liebhaber.
Maria nutzt zunächst ihren Status als „Trümmerfrau“, aufgrund der kriegsbedingten Abwesenheit der Männer aktiv patriarchalische Strukturen aufzubrechen und zu wirtschaftlichem Wohlstand zu gelangen. Doch diese Epoche ist nur von kurzer Dauer. Mit dem Ende der unmittelbaren Nachkriegszeit und den ersten Anzeichen wiedergewonnenen nationalen Selbstbewusstseins endet auch die Herrschaft dieser aktiven Frauen. Deutlich macht Fassbinder dies an den den Film umklammernden Porträts der Regierungschefs, den dem Hitlerporträt am Beginn des Films folgenden Bildern der Nachkriegskanzler an seinem Ende. Roth kommentiert: „Die Männer haben wieder alle Trümpfe in der Hand“. Das fehlende Porträt Brandts erklärt Fassbinder damit, dass dieser eine Ausnahmestellung in der Kontinuität der deutschen Kanzler innehabe: „Trotz seines Scheiterns […] unterscheidet er sich doch noch von den anderen Kanzlern.“
Die Synchronisierung von öffentlicher und privater Ebene geschieht wiederum durch die Kommentarfunktion der Radioübertragungen. Einer Rede Adenauers gegen die Wiederbewaffnung zu Beginn des Films folgt gegen Ende eine, in der er sich Adenauer für die Aufrüstung ausspricht. Maria strauchelt während dieser zweiten Rede und erbricht sich, eine extreme private Reaktion auf eine gesellschaftlich-politische Entwicklung. Die letzten sieben Filmminuten, die finale Konfrontation mit der Wahrheit und die darauf folgende Explosion, werden von Herbert Zimmermanns ungekürzter Originalreportage der letzten Minuten des Endspiels Deutschland gegen Ungarn begleitet, die nicht nur als Zeiteinbettung der Szene gelesen werden kann, sondern auch als Kommentar zu Marias Leben, zum Kampf um ihre Ehe, die ihr Ende in der Explosion findet, dann gipfelnd mit Zimmermanns „Aus! Aus! Aus! – Aus! – Das Spiel ist aus!“

## Einordnung und Nachwirkung
Die Ehe der Maria Braun war der Auftakt zu Fassbinders sogenannter BRD-Trilogie; es folgten Lola (1981) und Die Sehnsucht der Veronika Voss (1982), die ebenfalls anhand von Frauenschicksalen Aspekte der Nachkriegsgeschichte beleuchteten. Diese Filme setzten den Ton und ebneten den Weg für weitere deutsche Spielfilme, die auf ähnliche Weise die private Entwicklung einer weiblichen Hauptfigur und die öffentliche Geschichte verwebten, etwa Deutschland, bleiche Mutter (Helma Sanders-Brahms, 1980) oder Edgar Reitz’ Heimat-Serie.
Der Film festigte Hanna Schygullas Ruf als ideale Fassbinder-Schauspielerin, sie wurde, so Elsaesser, endgültig „zur Ikone, zum Emblem“ Fassbinderschen Schaffens, obwohl sie die Zusammenarbeit mit ihm eigentlich schon beendet hatte. Die Rolle rückte Schygulla auch international in das Interesse der Öffentlichkeit. Ihre Darstellung einer aktiven Frau, die sich Freiheit und Selbstbestimmung erkämpft, machte sie für den feministischen Zeitgeist der späten 1970er Jahre attraktiv. Der mit Die Ehe der Maria Braun erzielte Publikumserfolg erleichterte Fassbinder die Finanzierung seiner Folgeprojekte. Sein Traum, internationale Großprojekte zu verwirklichen, gar in Amerika arbeiten zu können, rückte in greifbare Nähe.
Durch die internationale Bekanntheit etablierte sich Die Ehe der Maria Braun neben Volker Schlöndorffs oscargekrönter Blechtrommel (1980) als Markenzeichen des Neuen Deutschen Films außerhalb Europas. Fassbinders Film wurde anlässlich des 40-jährigen Bestehens der Bundesrepublik Deutschland bei der Deutschen Filmpreisverleihung 1989 mit einem Sonderpreis geehrt. 2003 nahm die Expertenkommission der Bundeszentrale für politische Bildung Die Ehe der Maria Braun in den Filmkanon auf. Thomas Ostermeier adaptierte im Jahr 2007 das Drehbuch von Märthesheimer und Fröhlich für das Theater, der das Stück mit Brigitte Hobmeier als Maria auf die Bühne der Münchner Kammerspiele brachte. Mit seiner Inszenierung wurde Ostermeier zum Berliner Theatertreffen 2008 eingeladen.

### Drehbuch
- Peter Märthesheimer/Pea Fröhlich/Michael Töteberg (Hrsg.): Die Ehe der Maria Braun. Ein Drehbuch für Rainer Werner Fassbinder. Belleville Verlag, München 1997. ISBN 3-923646-58-5

### Literarische Nacherzählung
- Gerhard Zwerenz: Die Ehe der Maria Braun. Wilhelm Goldmann Verlag, München 1979. ISBN 3-442-03841-3

### Sekundärliteratur
- Sang-Joon Bae: Rainer Werner Fassbinder und seine filmästhetische Stilisierung. Gardez! Verlag, Remscheid 2005. ISBN 3-89796-163-6, S. 316–327.
- Thomas Elsaesser: Rainer Werner Fassbinder. Bertz Verlag, Berlin 2001. ISBN 3-929470-79-9, S. 153–174.
- Robert Fischer/Joe Hembus: Der Neue Deutsche Film 1960–1980. Wilhelm Goldmann Verlag, München 1981. ISBN 3-442-10211-1. S. 162–164.
- Peter W. Jansen/Wolfram Schütte (Hrsg.): Rainer Werner Fassbinder. 3. ergänzte Auflage. Carl Hanser Verlag, München und Wien 1979. ISBN 3-446-12946-4, S. 182–188.
- Anton Kaes: Deutschlandbilder. Die Wiederkehr der Geschichte als Film. Edition text + kritik, München 1987. ISBN 3-88377-260-7, S. 75–105.
- Sigrid Lange: Einführung in die Filmwissenschaft. Wissenschaftliche Buchgesellschaft, Darmstadt 2007. ISBN 978-3-534-18488-0. Darin eine Filmanalyse zu Die Ehe der Maria Braun: S. 66–84.
- Yann Lardeau: Le mariage de Maria Braun (Rezension), in Cahiers du cinema, N° 308, Fevrier 1980, S. 48–50
- Sabine Pott: Film als Geschichtsschreibung bei Rainer Werner Fassbinder. Peter Lang GmbH Europäischer Verlag der Wissenschaften, Frankfurt am Main 2001. 2. durchgesehene Auflage 2004. ISBN 3-631-51836-6, S. 19–99.
- Herbert Spaich: Rainer Werner Fassbinder – Leben und Werk. Beltz, Weinheim 1992. ISBN 3-407-85104-9. S. 300–308.
- Christian Braad Thomsen: Rainer Werner Fassbinder. Leben und Werk eines maßlosen Genies. Rogner & Bernhard, Hamburg 1993. ISBN 3-8077-0275-X, S. 353–359.
- Michael Töteberg: Rainer Werner Fassbinder. Rowohlt Taschenbuch, Reinbek 2002. ISBN 3-499-50458-8. S. 116–121.